# Zalaba
Zalaba (ungarisch Zalaba) ist eine Gemeinde im Westen der Slowakei mit 131 Einwohnern (Stand 31. Dezember 2024), die zum Okres Levice, einem Teil des Nitriansky kraj, gehört.

## Geographie

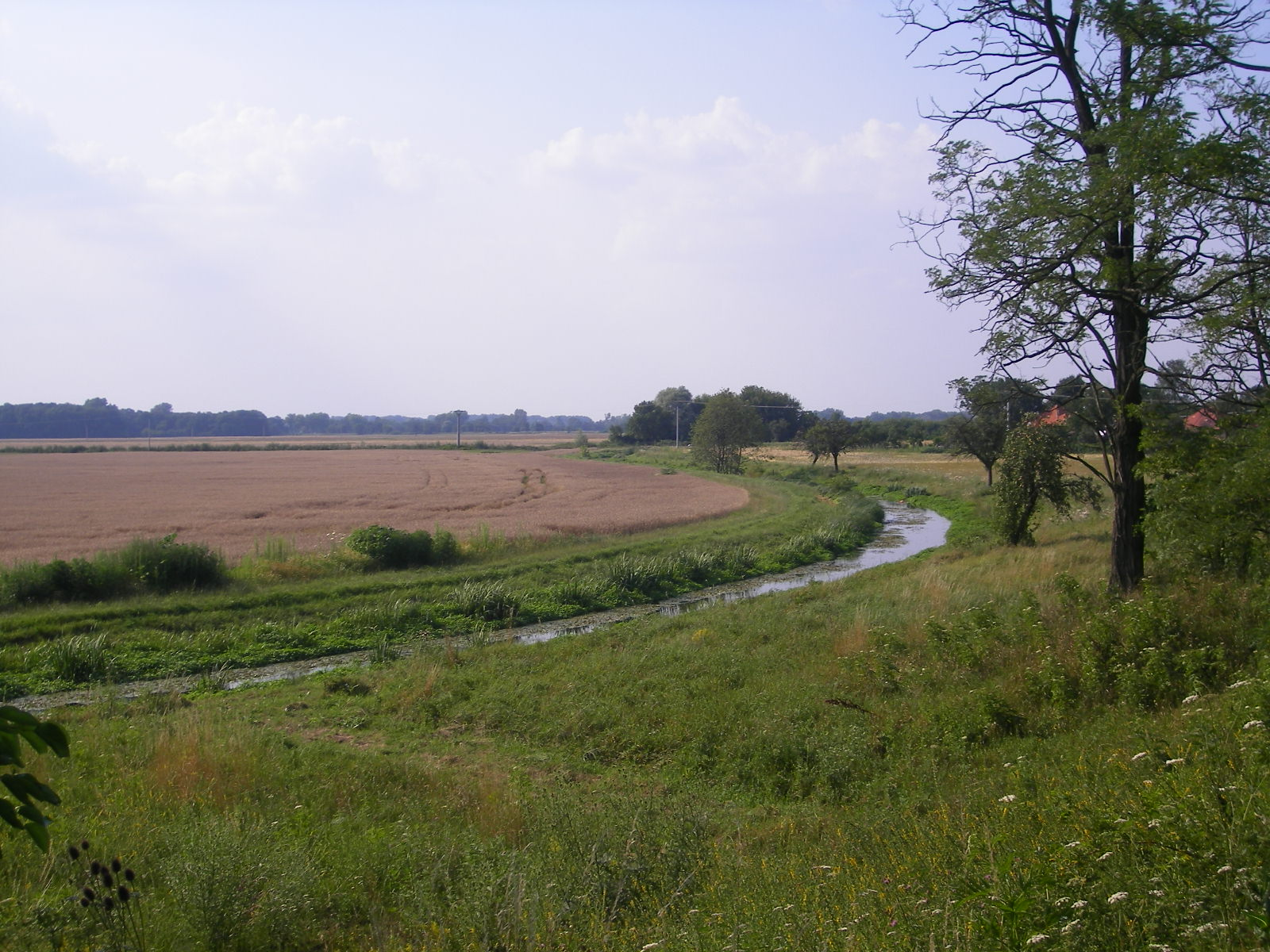
Der Perec bei Zalaba

Die Gemeinde befindet sich im Osten des slowakischen Donautieflands im Südteil des Hügellands Ipeľská pahorkatina am Flüsschen Perec im Tal des unteren Hron. Das Ortszentrum liegt auf einer Höhe von 124 m n.m. und ist 13 Kilometer von Želiezovce sowie 34 Kilometer von Levice entfernt.
Nachbargemeinden sind Malé Ludince im Norden, Pastovce im Osten, Salka (Katastralgemeinde Horný chotár) im Südosten, Sikenička im Süden, Bíňa im Südwesten und Čata im Westen.

## Geschichte

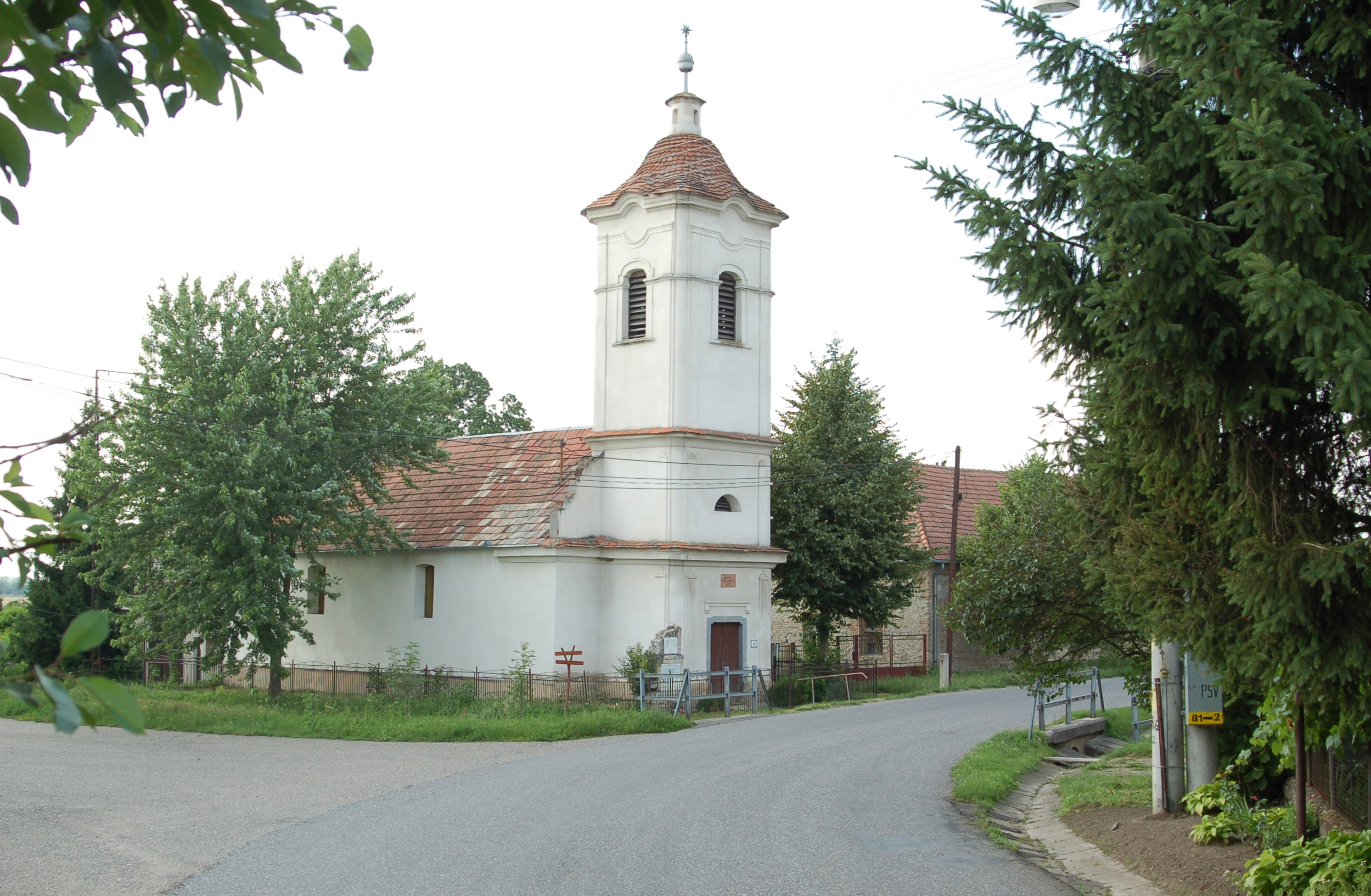
Reformierte Kirche in Zalaba

Das Gemeindegebiet von Zalaba wurde in der Jungsteinzeit besiedelt, mit Funden einer Siedlung der Linearbandkeramischen Kultur, weiter ein Brandgrab der nordpannonischen Kultur der älteren Bronzezeit, Siedlungsfunde aus der Bronzezeit, ein Skelettgrab aus der Latènezeit und eine slawische Siedlung und Grabstätte.
Zalaba wurde zum ersten Mal 1349 schriftlich erwähnt und entwickelte sich aus einem Gut des alten Geschlechts Hont-Pázmány. Ab dem 15. Jahrhundert gehörte das Dorf zur Herrschaft der Burg Lewenz. Im 19. Jahrhundert besaßen die Familien Esterházy, Huszár und Pongrác die Ortsgüter. 1715 gab es eine Mühle und 15 Haushalte, 1828 zählte man 43 Häuser und 260 Einwohner, die als Landwirte und Winzer beschäftigt waren.
Bis 1918 gehörte der im Komitat Hont liegende Ort zum Königreich Ungarn und kam danach zur Tschechoslowakei beziehungsweise heute Slowakei. Auf Grund des Ersten Wiener Schiedsspruchs lag er 1938–1944 noch einmal in Ungarn.

## Bevölkerung
| Jahr                | 1994 | 2004    | 2014    | 2024     |
| ------------------- | ---- | ------- | ------- | -------- |
| Anzahl der Personen | 171  | 167     | 180     | 131      |
| Unterschied         |      | −2,33 % | +7,78 % | −27,22 % |

| Jahr                | 2023 | 2024    |
| ------------------- | ---- | ------- |
| Anzahl der Personen | 136  | 131     |
| Unterschied         |      | −3,67 % |

Nach der Volkszählung 2011 wohnten in Zalaba 177 Einwohner, davon 152 Magyaren und 25 Slowaken.
95 Einwohner bekannten sich zur römisch-katholischen Kirche, 67 Einwohner zur reformierten Kirche, drei Einwohner zur Evangelischen Kirche A. B., zwei Einwohner zur griechisch-katholischen Kirche und ein Einwohner zur evangelisch-methodistischen Kirche. Neun Einwohner waren konfessionslos.

## Bauwerke
- reformierte (calvinistische) Kirche im klassizistischen Stil aus dem Jahr 1789[6]

## Verkehr
Es gibt eine Haltestelle an der Bahnstrecke Čata–Šahy.